# 딕 (영화)
《딕》(영어: Dick)은 미국에서 제작된 앤드루 플레밍 감독의 1999년 코미디 영화이다. 커스틴 던스트, 미셸 윌리엄스, 댄 허데이야 등이 출연하였고, 게일 앤 허드 등이 제작에 참여하였다. 15살 소녀 둘이 딥 스로트의 실체라는 허구적 설정 하에 워터게이트 사건을 재창조하였다.

## 줄거리
1972년 워싱턴 D.C.에 사는 15살 베치와 알린은 절친 사이로, 둘 다 착하지만 얼빠진 구석이 있다. 베치는 조지타운 부잣집 딸이고, 알린은 아버지를 여의고 어머니와 워터게이트 콤플렉스에 살고 있다.
역사적인 워터게이트 침입 사건이 있던 밤, 둘은 아이돌 가수 보비 셔먼과의 데이트 행사에 응모를 하려고 부모님들 몰래 워터게이트 주차장을 통해 알린의 집 밖으로 빠져나오면서 문 걸쇠에 테이프를 붙인다. 경비는 이를 발견하고 놀라 경찰에 신고하고 경찰은 워터게이트 절도범들을 체포한다.
다음 날 백악관 견학을 온 배치와 알린을 G. 고든 리디가 알아보고 이를 H. R. 홀더먼에게 알린다. 배치와 알린을 입다물게 할 궁리를 하던 닉슨 대통령은 둘이 백악관 개를 좋아하는 걸 보고 둘을 백악관 개를 산책시키는 직책에 정식 임명한다.
베치와 알린은 실수로 대마가 든 과자를 굽고 이를 백악관에 뿌려 베트남 평화 협상과 닉슨-브레즈네프 합의 등 역사적 사건에 본의 아니게 영향을 준다. 후에 이를 알게 된 베치의 오빠 래리는 닉슨이 편집증이 된 원인을 여기에서 찾는다. 베치와 알린은 헨리 키신저 등 닉슨 행정부 주요 인물들과 친밀해지는 한편 워터게이트 사건의 핵심 비밀을 우연히 알게 된다.
닉슨을 보비 셔먼만큼이나 동경하게 된 알린은 몰래 닉슨의 녹음기에 18분 30초에 달하는 애정 고백을 녹음한 뒤 이를 확인하려고 테이프를 되감고 재생을 해봤다가 테이프에서 흘러나오는 닉슨의 거친 고함을 듣고 닉슨의 본모습을 알게 된다. 알린이 베치와 함께 이를 닉슨에게 따져 묻자 닉슨은 이들을 해고하면서 협박한다. 알린과 배치는 워터게이트 사건에 대해 폭로하기로 마음먹고 워싱턴 포스트의 밥 우드워드와 칼 번스틴에게 연락하고, 이렇게 둘은 우드워드와 번스틴이 대중에 딥 스로트라고 지칭하게 되는 인물이 된다.
베치와 알린이 진실로 위협적인 존재라는 걸 깨달은 닉슨의 측근들이 둘을 감시하려고 갖은 방법을 쓰자, 둘은 홀더먼의 집에 숨어 들어가 결정적인 증거가 될 녹음 테이프를 챙기고 그 내용을 글로 옮겨 우드워드와 번스틴에게 넘긴다. 이렇게 닉슨의 정치 인생은 끝이 나고, 테이프에서 알린의 메시지를 발견한 닉슨은 15살 소녀와 불륜을 저질렀다는 오해를 살 것을 우려해 이를 지워 버린다.

## 출연진
- 커스틴 던스트 - 베치 잡스 역
- 미셸 윌리엄스 - 알린 로렌조 역
- 댄 허데이야 - 리처드 “딕” 닉슨 역
- 윌 페럴 - 밥 우드워드 역
- 브루스 매컬러 - 칼 번스틴 역
- 테리 가 - 헬렌 로렌조 역
- 데이브 폴리 - H. R. 홀더먼 역
- 짐 브루어 - 존 딘 역
- 아나 개스타이어 - 로즈 메리 우즈 역
- 해리 시어러 - G. 고든 리디 역
- 솔 루비넥 - 헨리 키신저 역
- 테드 맥긴리 - 로더릭 역
- 라이언 레이놀즈 - 칩 역
- G. D. 스프래들린 - 벤 브래들리 역
- 프렌치 스튜어트 - 인터뷰어 역

## 기타 제작진
- 배역: 팸 딕슨
- 미술: 바버라 던피
- 의상: 데버라 에버턴